# Robin Eubanks
Robin Eubanks (25 de octubre de 1955; Filadelfia, Pensilvania) es un trombonista de jazz estadounidense, hermano del guitarrista Kevin Eubanks y del trompetista Duane Eubanks, y sobrino del pianista Ray Bryant.

## Trayectoria
Robin apareció en la escena del jazz en 1980, tocando con Slide Hampton, Sun Ra, y Stevie Wonder.  Robin estuvo también una temporada en los Jazz Messengers de Art Blakey y colaboró frecuentemente, tanto en directo como en grabaciones, con el baterista y compositor, Bobby Previte. Fue uno de los componentes del grupo organizado por Steve Turre para su disco de 2003, One4J: Paying Homage to J.J. Johnson.  Eubanks ha editado además, varios discos como líder de sus propias formaciones. fue uno de los pioneros del movimiento M-Base, junto a Steve Coleman y Greg Osby, entre otros.  
Usualmente, Robin toca en el grupo del contrabajista Dave Holland, y en su big band. Es además profesor en la New York University, y comparte docencia con John Scofield y Chris Potter.  Robin es también miembro del grupo SFJAZZ Collective, un colectivo en el que tocan músicos como Eric Harland, Joe Lovano, Dave Douglas, Miguel Zenón, Stefon Harris, Renee Rosnes, o Matt Penman.  
Eubanks ha aparecido en un gran número de programas televisivos, con frecuencia junto a su hermano Kevin. En los últimos años ha ocupado los primeros puestos de los polls anuales de la revista Down Beat. Se le considera además uno de los primeros impulsores de la aplicación de la electrónica al trombón.

## Discografía

### Como líder
- Wake Up Call (Sirocco Jazz, 1997)
- Karma (JMT, 1990)
- Dedication (con Steve Turre) (JMT, 1989)
- Different Perspectives (JMT, 1988)
- EB3 Live Vol. 1 CD/DVD (RKM, 2007)

### En grupo
- Mental Images: Get 2 It (REM, 2001)
- Mental Images: Mental Images (JMT Records, 1994)
- Robin Eubanks Sextet: 4:JJ/Slide/Curtis and Al (TCB, 1998)